# Eugène Ralle
Eugène Ralle is een in 1925 in de grand cru-gemeente Verzenay opgericht champagnehuis. Het huis is een familiebedrijf en brengt vier verschillende champagnes op de markt. De wet schrijft voor dat de champagnes 15 maanden in de kelders moeten rusten voordat zij worden verkocht maar dit bedrijf laat de flessen ten minste drie jaar op gist rijpen.
De druiven komen allemaal uit de grand cru-gemeente Verzenay. Het huis heeft eigen wijnpersen en de remuage geschiedt bij Ralle met de hand.
- De Brut Réserve is de Brut Sans Année van het huis. Het is de meest verkochte champagne van het huis. Aan deze wijn, een assemblage van 68% pinot noir en 32% chardonnay, wordt wijn uit de reserve van eerdere oogsten toegevoegd om een constante kwaliteit en een bepaalde stijl te kunnen garanderen.
- De Brut Millésimé bestaat uit 68% pinot noir en 32% chardonnay van hetzelfde oogstjaar. Een millésimé kan alleen in de betere wijnjaren worden gemaakt.
- De Brut Rosé is een roséchampagne.
- De Demi Sec is een Demi-Sec champagne, de champagne verschilt van de brut door de hogere dosage suiker in de liqueur d'expédition, waardoor de wijn zoeter is.